# Lumbrineris lucida
Lumbrineris lucida är en ringmaskart som beskrevs av Grube 1877. Lumbrineris lucida ingår i släktet Lumbrineris och familjen Lumbrineridae. Inga underarter finns listade i Catalogue of Life.